# Hourya Benis Sinaceur
Hourya Benis Sinaceur (Casablanca, 11 de octubre de 1940) es una filósofa marroquí experta en teoría e historia de las matemáticas.

## Biografía
Sinaceur nació en una familia acomodada de Rabat. Se educó, según sus palabras, en el «Islam de la ilustración» y realizó sus estudios en París.
Fue profesora en la Universidad Panthéon-Sorbonne y directora de investigación en el Centro Nacional para la Investigación Científica (CNRS) en París. Su carrera se desarrolló en gran parte en el Instituto de Historia y Filosofía de las Ciencias y las Técnicas (IHPST), una unidad de investigación conjunta de la Sorbonne y el CNRS, donde pasó a ser directora de investigación emérita, adscrita al equipo de lógica, lenguaje y filosofía de las matemáticas.
Trabajó en la Universidad Internacional de Rabat (UIR) y también formó parte del Comité Francés Nacional de Historia y Filosofía de Ciencia (CNFHPS).
Codirige con el filósofo Michel Blay la colección de lógica y epistemología Mathesis, fundada en 1990 por el librero y editor Joseph Vrin.
El ámbito de interés del trabajo de Sinaceur, en particular, está en la escuela alemana de matemática estructural reunida en torno a David Hilbert en Gotinga, en el primer tercio del siglo XX, en la constitución y los problemas de la teoría de modelos y la semántica formal. Se centró en la obra de Alfred Tarski, en la fecundidad operativa de los enfoques que ponen en juego la analogía y la interpretación. Al mismo tiempo, trabajó sobre las obras de quienes defienden la epistemología francesa y que han aplicado su pensamiento principalmente a las matemáticas y la lógica, como Jean Cavaillès, Jean-Toussaint Desanti y Gilles-Gaston Granger.
Sinaceur es una activa militante en la difusión del conocimiento científico, la defensa del lugar de la ciencia en la historia y la reflexión crítica.

## Premios y reconocimientos
Hourya Sinaceur pertenece a varias academias y comités de reconocimiento nacional e internacional, como la Academia Tunecina de Ciencias, Letras y Artes. En 2012 se incorporó al Consejo científico, con Abdeslam Cheddadi.
Es miembro del Comité Nacional Francés de Historia y Filosofía de la Ciencia (CNFHPS), del Comité Nacional de Historia y Filosofía de la Ciencia de la Academia de Ciencias de París, Vicepresidenta del Instituto Internacional de Filosofía (IIP) y miembro del Consejo de Administración del Colegio Internacional de Filosofía (CIPH). 
Recibió el Premio del Libro Marroquí de 1991 en la categoría de Ciencias Exactas y Experimentales con Assad Chaara y Layla Zniber.

## Publicaciones
Su libro más conocido es Corps et Modèles (1991), que fue traducido al inglés como Field and Models: From Sturm to Tarski and Robinson en 2003, obra sobre la que se han hecho posteriores revisiones.
- Le langage des idéalités, en homenaje a Jean-Toussaint Desanti, obra colectiva con las contribuciones de Simone Debout, Sylvain Auroux, Bernard Besnier, Maurice Caveing, Gérard Granel, Pierre Jacerme, Patrice Loraux, Pierre-François Moreau, Jean Petitot, René Schérer, Bernard Sichère, Trans Europ Repress, 1991.
- Jean Cavaillès. Philosophie mathématique, Paris, PUF, 1994.
- Jean-Toussaint Desanti. Une pensée et son site, obra colectiva bajo la dirección de Georges Ravis-Giordani, con aportaciones de Sylvain Auroux, Maurice Caveing, Jean-Paul Dollé, Roger-Pol Droit, Maurice Godelier, Pierre Guenancia, Hourya Sinaceur, Jean-Jacques Szczeciniarz, ENS Éditions, Paris, 2000.
- Richard Dedekind (trad. Hourya Sinaceur), Paris, Vrin, coll. « Mathesis », 2008.[6]
- Jean Cavaillès Lettres à Étienne Borne (1930-1931). Presentado y comenado por Hourya Sinaceur, en la revista Philosophie no 107 (2010), p. 3-45.
- La pensée de Gilles-Gaston Granger, editado por Antonia Soulez, con la colaboración de Arley R. Moreno y las contribuciones de Hourya Sinaceur, Guilherme Carvalho, Philippe Lacour, Arley R. Moreno, Michel Paty, Joëlle Proust, Antoine Ruscio, Anne Sédès, Antonia Soulez, Horacio Vaggione, Norma Claudia Yunes Naude, Éditions Hermann, 2010.
- Cavaillès, Paris, Les Belles Lettres, 2013.
- Georg Cantor : Über eine elementare Frage zur Mannigfaltigkeitslehre, Jahresbericht der Deutschen Mathematiker-Vereinigung 1, 1891 (fr) Traducción e introducción. H. Sinaceur: Sur une question élémentaire de la théorie des ensembles, en "Logique et fondements des mathématiques, Anthologie (1850-1914)", París, Payot, p. 197-203.